# Metarctia tricolorana
Metarctia tricolorana is een vlinder uit de familie spinneruilen (Erebidae), onderfamilie beervlinders (Arctiinae). De wetenschappelijke naam van de soort is voor het eerst geldig gepubliceerd in 1922 door Wichgraf.
Deze nachtvlinder komt voor in tropisch Afrika.